# Bleikskoltane
Die Bleiskoltane (norwegisch für Bleiche Anhöhen) sind Felsvorsprünge im ostantarktischen Königin-Maud-Land. Sie ragen 11 km südlich der Balchenfjella im südöstlichen Teil des Gebirges Sør Rondane auf.
Norwegische Kartografen, die dieser Gebirgsgruppe auch ihren deskriptiven Namen gaben, kartierten sie 1957 anhand von Luftaufnahmen, die bei der US-amerikanischen Operation Highjump (1946–1947) entstanden.